# Omar Asad
Omar Andrés Asad (Buenos Aires, 9 de abril de 1971) es un exfutbolista y director técnico argentino. Jugaba como delantero y toda su carrera profesional lo hizo para el club Vélez Sarsfield de Argentina. Como entrenador debutó en 2010. Actualmente dirige al Club Deportivo El Nacional de la Serie A de Ecuador

## Legado deportivo
Su hijo Yamil Asad también es futbolista profesional y es apodado "Turquito" en honor a él.

## Trayectoria

### Como futbolista
El Turco hizo toda su carrera en Vélez Sarsfield, disputando un total de 145 partidos y marcando 31 goles en partidos nacionales e internacionales. Su debut en la Primera División de Argentina fue en 1992 contra Talleres.
Es considerado uno de los ídolos más importantes de Vélez Sarsfield, ya que marcó dos de los goles más importantes de la historia del club. El primero fue a São Paulo de Brasil en el partido de ida de la final de la Copa Libertadores 1994, que finalizó 1 a 0 y que luego consagraría por penales al club de Liniers en el mítico estadio Morumbi. El segundo lo marcó en la final de la Copa Intercontinental 1994, en el 2 a 0 frente a Milan de Italia. Fue nombrado y premiado como el mejor jugador de la Copa Intercontinental 1994.
Se retiró tempranamente del fútbol en el 2000. Después de varios intentos por volver a jugar, al no recuperarse nunca de una grave lesión sufrida el 16 de octubre de 1995 en un partido contra Ferro ("Clásico del Oeste") por marcar el gol choca con el arquero Óscar Ferro rompiéndose los ligamentos.

### Como entrenador
Su carrera de director técnico lo llevó a dirigir la reserva del equipo de Vélez Sarsfield. El 30 de diciembre de 2009 fue contratado como entrenador de Godoy Cruz, donde logró sacar al club de la zona de descenso y lo clasificó por primera vez en la historia a la Copa Libertadores.
Dirigió en el primer semestre de 2011 al Club Sport Emelec de Ecuador, con el que logró la clasificación a la liguilla final, siendo ésta su mejor campaña en un equipo grande del Continente. El 11 de mayo de 2011 retornó a la Argentina para dirigir al Club Atlético San Lorenzo de Almagro luego de la renuncia de Ramón Díaz antes de finalizar el Torneo Clausura. Se hizo cargo del equipo a partir del 24 de mayo y hasta el 21 de noviembre del mismo año, cuando renunció debido a los pésimos resultados que dejaron al equipo al borde de la promoción. Al año siguiente tomó las riendas nuevamente de Godoy Cruz, donde tampoco obtuvo buenos resultados. 
En 2013 fue contratado para dirigir en la Primera División de México a los Rojinegros del Atlas.

## Selección nacional
Fue internacional con la Selección de fútbol de Argentina, disputando dos encuentros amistosos contra glorias del oeste en el año 1995.

## Clubes

### Como futbolista
| Club            | País      | Año       |
| --------------- | --------- | --------- |
| Vélez Sarsfield | Argentina | 1992-1998 |

### Como entrenador
| Club                      | País      | Año             |
| ------------------------- | --------- | --------------- |
| Vélez Sarsfield (Reserva) | Argentina | 2009            |
| Godoy Cruz                | Argentina | 2010            |
| San Lorenzo               | Argentina | 2011            |
| Godoy Cruz                | Argentina | 2012            |
| Atlas de Guadalajara      | México    | 2013            |
| Monarcas Morelia          | México    | 2016 - 2017     |
| Emelec                    | Ecuador   | 2011            |
| San José                  | Bolivia   | 2020            |
| Always Ready              | Bolivia   | 2020            |
| Always Ready              | Bolivia   | 2021            |
| El Nacional               | Ecuador   | 2025-actualidad |

## Estadísticas
Datos actualizados al fin de la carrera deportiva.
| Vélez Sarsfield Argentina |               |               |     |    |   |    |    |     |     |      |      |
| 1.ª | A-1992        | 7             | 2   | -  | - | -  | -  | 7   | 2   | 0.28 |      |
| 1.ª | C-1993        | 17            | 5   | -  | - | -  | -  | 17  | 5   | 0.29 |      |
| 1.ª | A-1993        | 10            | 2   | 3  | 0 | -  | -  | 13  | 2   | 0.15 |      |
| 1.ª | C-1994        | 11            | 0   | -  | - | 7  | 4  | 18  | 4   | 0.22 |      |
| 1.ª | A-1994        | 15            | 7   | -  | - | 7  | 3  | 22  | 10  | 0.45 |      |
| 1.ª | C-1995        | 16            | 2   | -  | - | 2  | 0  | 18  | 2   | 0.11 |      |
| 1.ª | A-1995        | 7             | 4   | -  | - | 4  | 0  | 11  | 4   | 0.36 |      |
| 1.ª | A-1996        | 10            | 0   | -  | - | 3  | 0  | 13  | 0   | 0.00 |      |
| 1.ª | C-1997        | 13            | 1   | -  | - | 7  | 0  | 20  | 1   | 0.05 |      |
| 1.ª | A-1997        | 2             | 0   | -  | - | 2  | 0  | 4   | 0   | 0.00 |      |
| Total club | Total club    | 108           | 23  | 3  | 0 | 32 | 7  | 140 | 30  | 0.41 |      |
| Total carrera | Total carrera | Total carrera | 108 | 23 | 3 | 0  | 32 | 7   | 143 | 30   | 0.21 |
| (1) Incluye datos de la Copa Centenario de la AFA. (2) Incluye datos de la Copa Libertadores, Copa Intercontinental, Recopa Sudamericana, Supercopa Sudamericana. (3) No se consideran goles en encuentros amistosos. |               |               |     |    |   |    |    |     |     |      |      |

#### Estadísticas como entrenador
| Equipo                         | Div.                  | Temporada              | Estadísticas | Estadísticas | Estadísticas | Estadísticas | Estadísticas | Estadísticas | Estadísticas | Estadísticas | % Efect. |
| Equipo                         | Div.                  | Temporada              | PD           | G            | E            | P            | GF           | GC           | DG           | Puntos       | % Efect. |
| ------------------------------ | --------------------- | ---------------------- | ------------ | ------------ | ------------ | ------------ | ------------ | ------------ | ------------ | ------------ | -------- |
| Godoy Cruz Argentina           |                       |                        |              |              |              |              |              |              |              |              |          |
| 1°                             | Clausura 2010         | 19                     | 11           | 4            | 4            | 28           | 14           | +12          | 37/57        | 64.91%       |          |
| 1°                             | Apertura 2010         | 19                     | 7            | 8            | 4            | 32           | 25           | +7           | 29/57        | 50.88%       |          |
| Total club                     | Total club            | 38                     | 18           | 12           | 8            | 60           | 39           | +21          | 66/114       | 57.9%        |          |
| Emelec · Ecuador               |                       |                        |              |              |              |              |              |              |              |              |          |
| 1°                             | 2011                  | 20                     | 10           | 8            | 2            | 25           | 14           | +11          | 38/60        | 63.33%       |          |
| 1°                             | Libertadores 2011     | 6                      | 2            | 2            | 2            | 4            | 5            | -1           | 8/18         | 44.44%       |          |
| Total club                     | Total club            | 26                     | 12           | 10           | 4            | 29           | 19           | +10          | 46/78        | 58.97%       |          |
| San Lorenzo Argentina          |                       |                        |              |              |              |              |              |              |              |              |          |
| 1°                             | Clausura 2011         | 3                      | 0            | 2            | 1            | 1            | 3            | -2           | 2/9          | 22.22%       |          |
| 1°                             | Apertura 2011         | 15                     | 4            | 3            | 8            | 12           | 17           | -5           | 15/45        | 33.34%       |          |
| Total club                     | Total club            | 18                     | 4            | 5            | 9            | 13           | 20           | -7           | 17/54        | 31.48%       |          |
| Godoy Cruz Argentina           |                       |                        |              |              |              |              |              |              |              |              |          |
| 1°                             | Clausura 2012         | 7                      | 1            | 1            | 5            | 4            | 13           | -9           | 4/21         | 19.05%       |          |
| 1°                             | Inicial 2012          | 16                     | 5            | 4            | 7            | 12           | 20           | -8           | 19/48        | 39.58%       |          |
| Total club                     | Total club            | 23                     | 6            | 5            | 12           | 16           | 33           | -17          | 23/69        | 33.34%       |          |
| Total club Godoy Cruz          | Total club Godoy Cruz | 61                     | 24           | 17           | 20           | 76           | 72           | +4           | 89/183       | 48.63%       |          |
| Atlas de Guadalajara · México  |                       |                        |              |              |              |              |              |              |              |              |          |
| 1°                             | 2013                  | 13                     | 0            | 8            | 5            | 14           | 24           | -10          | 8/39         | 20.51%       |          |
| 1°                             | Copa México 2013      | 7                      | 4            | 3            | 0            | 12           | 7            | +5           | 15/21        | 71.43%       |          |
| Total club                     | Total club            | 20                     | 4            | 11           | 5            | 26           | 31           | -5           | 23/50        | 38.33%       |          |
| Sportivo Estudiantes Argentina |                       |                        |              |              |              |              |              |              |              |              |          |
| 2°                             | B Nacional 2016-17    | 25                     | 8            | 6            | 11           | 20           | 34           | -14          | 30/75        | 40%          |          |
| 2°                             | B Nacional 2017-18    | 9                      | 2            | 4            | 3            | 6            | 6            | 0            | 10/27        | 37.03%       |          |
| Total club                     | Total club            | 34                     | 10           | 10           | 14           | 26           | 40           | -14          | 40/102       | 39.21%       |          |
| San José · Bolivia             | 1°                    | Apertura 2020          | 12           | 5            | 3            | 4            | 17           | 21           | -4           | 18/36        | 50%      |
| San José · Bolivia             | 1°                    | Libertadores 2020      | 2            | 0            | 0            | 2            | 0            | 5            | -5           | 0/6          | 0%       |
| San José · Bolivia             | Total club            | Total club             | 14           | 5            | 3            | 6            | 17           | 26           | -9           | 18/42        | 42.85%   |
| Always Ready · Bolivia         | 1°                    | Apertura 2020          | 11           | 8            | 1            | 2            | 28           | 9            | +19          | 25/33        | 75.75%   |
| Always Ready · Bolivia         | 1°                    | 2021                   | 7            | 4            | 1            | 2            | 12           | 12           | 0            | 13/21        | 61.90%   |
| Always Ready · Bolivia         | 1°                    | Copa Libertadores 2021 | 6            | 2            | 1            | 3            | 8            | 11           | -3           | 7/18         | 38.89%   |
| Always Ready · Bolivia         | Total club            | Total club             | 24           | 14           | 3            | 7            | 48           | 32           | +16          | 45/72        | 62.50%   |
| El Nacional · Ecuador          | 1°                    | 2025                   | 7            | 1            | 2            | 4            | 7            | 9            | -2           | 5/21         | 23.81%   |
| El Nacional · Ecuador          | Total club            | Total club             | 7            | 1            | 2            | 4            | 7            | 9            | -2           | 5/21         | 23.81%   |
| Total en su carrera            | Total en su carrera   | Total en su carrera    | 204          | 74           | 61           | 69           | 242          | 249          | -7           | 283/612      | 46.24%   |

## Palmarés

### Como futbolista

#### Campeonatos nacionales
| Título           | Club            | País      | Año    |
| ---------------- | --------------- | --------- | ------ |
| Primera División | Vélez Sarsfield | Argentina | C-1993 |
| Primera División | Vélez Sarsfield | Argentina | A-1995 |
| Primera División | Vélez Sarsfield | Argentina | C-1996 |

#### Campeonatos internacionales
| Título                 | Club            | País         | Año  |
| ---------------------- | --------------- | ------------ | ---- |
| Copa Libertadores      | Vélez Sarsfield | São Paulo    | 1994 |
| Copa Intercontinental  | Vélez Sarsfield | Tokio        | 1994 |
| Supercopa Sudamericana | Vélez Sarsfield | Buenos Aires | 1996 |

#### Distinciones individuales
| Distinción                                 | Año  |
| ------------------------------------------ | ---- |
| Mejor jugador de la Copa Intercontinental. | 1994 |

### Como entrenador
| Título                      | Club         | País    | Año  |
| --------------------------- | ------------ | ------- | ---- |
| Primera División de Bolivia | Always Ready | Bolivia | 2020 |